# Leptodactylus mystacinus
Leptodactylus mystacinus es una especie de ránidos de la familia Leptodactylidae.

## Identificación
Es una rana de tamaño mediano y cuerpo robusto. Tiene un color marrón claro. Presenta una línea oscura que recorre su rostro hasta la comisura de la boca. Los machos presentan un saco vocal de pequeño tamaño.   

## Dieta y reproducción
Se alimenta principalmente de arañas y ácaros y coleópteros. En Uruguay se reproduce de octubre a marzo 

## Distribución geográfica

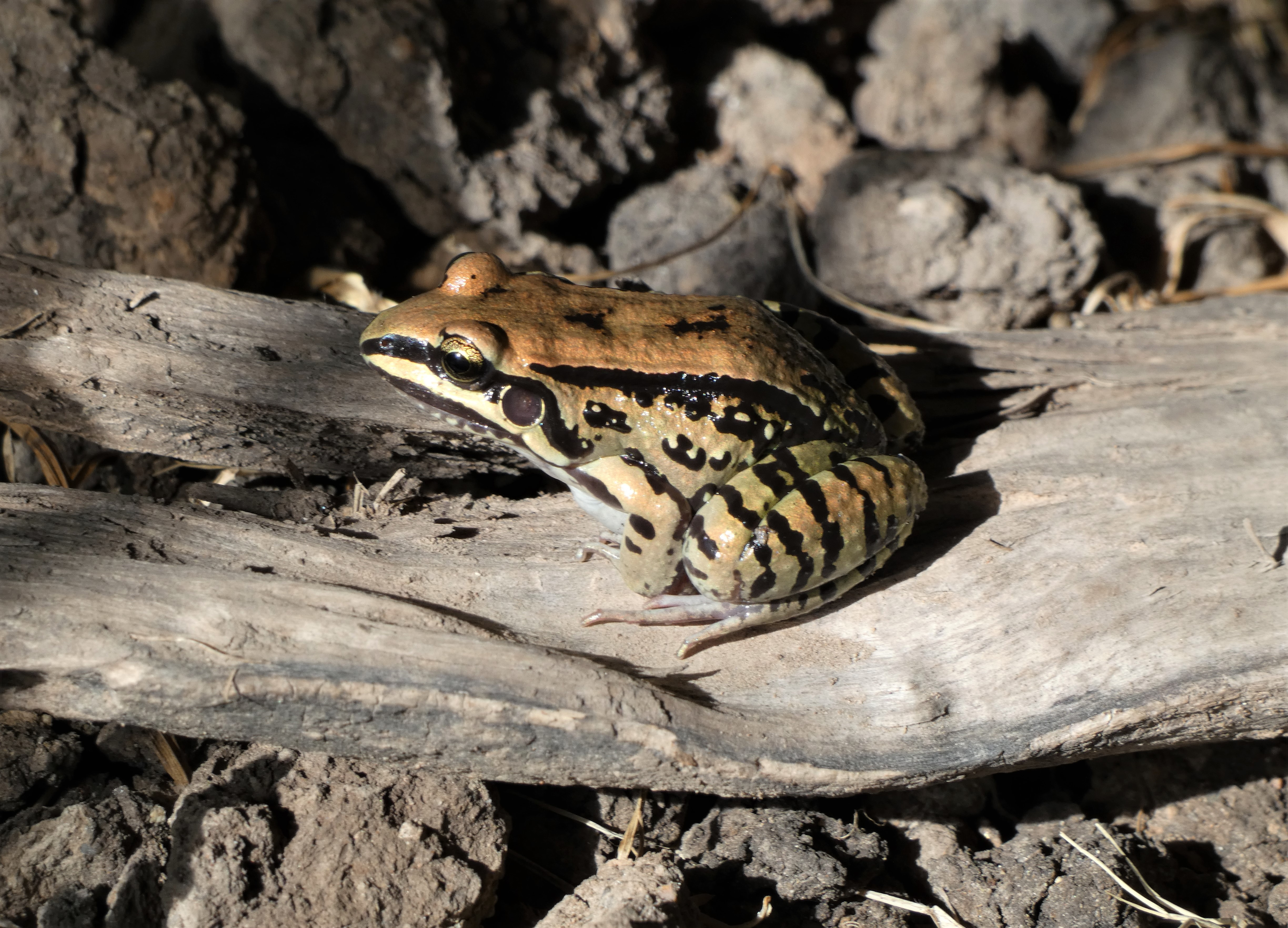
Rana de bigotes (Leptodactylus mystacinus) en su habitat, en Uruguay.

Se encuentra en Argentina, Bolivia, Brasil, Paraguay y Uruguay. Se asocia a los ambientes de pradera. Se refugia en cuevas, troncos y piedras.
La especie se considera en estado de preocupación menor para su conservación.  